# The Dresser (2015)
The Dresser é um telefilme britânico de 2015, do gênero drama, dirigido por Richard Eyre, com roteiro de Ronald Harwood baseado na sua peça homônima.

O filme é estrelado por Ian McKellen e Anthony Hopkins, e foi produzido pelo canal Starz em parceria com a BBC.

## Elenco
- Ian McKellen ...Norman
- Anthony Hopkins ...Sir Donald Wolfit
- Emily Watson ..."Her Ladyship"
- Vanessa Kirby ...Irene
- Sarah Lancashire ...Madge
- Edward Fox ...Thornton
- Tom Brooke ...Oxenby / Edmond
- Matthew Cottle ...Albany
- Ian Conningham ...Kent
- Helen Bradbury ...Regan
- John Ashton ...Gloucester
- Annalisa Rossi ...Goneril
- Carl Sanderson ...Cornwall

## Prêmios e indicações
| Ano  | Prêmio           | Categoria                                       | Nomeado(s)      | Resultado                   |
| ---- | ---------------- | ----------------------------------------------- | --------------- | --------------------------- |
| 2017 | Golden Globes    | Melhor minissérie ou filme feito para tv        | The Dresser     | Indicado[carece de fontes?] |
| 2016 | BAFTA Awards     | Melhor ator coadjuvante                         | Ian McKellen    | Indicado[carece de fontes?] |
| 2016 | Satellite Awards | Melhor minissérie ou telefilme                  | The Dresser     | Indicado[carece de fontes?] |
| 2016 | Satellite Awards | Melhor Atriz (minissérie ou filme) em televisão | Emily Watson    | Indicado[carece de fontes?] |
| 2016 | Satellite Awards | Melhor Ator (minissérie ou filme) em televisão  | Anthony Hopkins | Indicado[carece de fontes?] |